# 남아프리카 고양이 위원회
남아프리카 고양이 위원회(Southern Africa Cat Council, SACC)는 남아프리카 공화국에 본부를 둔 고양이 등록소 및 고양이 애호가 조직으로 9개의 단체, 14개의 품종 그룹, 4개의 심판 패널이 소속되어 있다.

## 역사
SACC는 남아프리카 공화국의 고양이 클럽으로 1945년에 설립되었다. 1996년, 회원들은 조직의 구조와 규정을 정비하고 남아프리카 고양이 위원회라는 명칭을 채택했다. SACC는 2006년에 세계 고양이 회의에 참가했다.